# Microsysymbrium
Microsysymbrium é um género botânico pertencente à família Brassicaceae.